# Пробуждение моего демонического брата
«Пробуждение моего демонического брата» (англ. Invocation of My Demon Brother) — экспериментальная картина Кеннета Энгера, фильм-посвящение Алистеру Кроули.
Фильм создан на основе материалов, первоначально снятых к другому проекту Кеннета Энгера — картине «Восход Люцифера» (Lucifer Rising, 1980), над которой он начал работать в 1966 году в Сан-Франциско. Интеллектуальный монтаж фильма восходит к работам Сергея Эйзенштейна.

## Аннотация
Силы Тьмы собираются на полночную мессу по случаю праздника осеннего равноденствия.

## В ролях
- Кеннет Энгер — Маг
- Антон Шандор Лавей — Сатана
- Бобби Босолей — Люцифер

## Признание
Премия журнала Film Culture (1969).